# فاليري تريتياكوف
فاليري تريتياكوف (بالروسية: Третьяков, Валерий Михайлович)‏ هو مدرب كرة قدم ولاعب كرة قدم روسي في مركز الوسط، ولد في 16 أغسطس 1945 في ليبيتسك في روسيا. لعب مع FC Metallurg Lipetsk ‏.